# Stephanolaimus elegans
Stephanolaimus elegans is een rondwormensoort uit de familie van de Leptolaimidae. De wetenschappelijke naam van de soort is voor het eerst geldig gepubliceerd in 1932 door Ditlevsen.